# Рыбалкин, Яков Васильевич
Яков Васильевич Рыбалкин (1854—1909) — русский психиатр, доктор медицины. Действительный статский советник.

## Биография
Родился 4 (16) января 1854 года в Санкт-Петербурге в семье потомственного почётного гражданина Василия Григорьевича Рыбалкина (1810—11.08.1873).
С 1863 по 1873 год учился в немецком училище Св. Петра и Павла. С 1873 по 1878 год учился в Императорской Военно-медицинской академии, окончив её со степенью лекаря с отличием.
Будучи прикомандирован к учебному пехотному полку, он поступил 16 мая 1878 года в петербургскую Мариинскую больницу для бедных, где занимался изучением внутренних болезней. В 1882 году защитил докторскую диссертацию «Из наблюдений над возвратной горячкой : Об изменении чувствительности кожи во время лихорадочного состояния» (СПб.: тип. т-ва «Обществ. польза», 1882. — [2], 66 с.) и получил степень доктора медицины. Начал изучать нервные болезни, выезжая в командировки за границу, где посещал клиники: профессора Карла Вестфаля в Берлине, невропатолога Вильгельма Эрба и патолога Карла Вейгерта в Лейпциге, занимался у Шарко в Париже.
В 1891 году стал приват-доцентом Императорской военно-медицинской академии. Одновременно, возглавлял нервное отделение и читал лекции по нервным болезням студентам Мариинской больницы. Был консультантом учреждений ведомства учреждений императрицы Марии и управления железных дорог; читал лекции врачам в Императорском Клиническом институте Великой Княгини Елены Павловны по электродиагностике и электротерапии.
Ему принадлежит ряд публикаций: «Случай истерии с самородным гипнозом» (1885); «Опыт вызывания пузыря на коже путем гипнотического внушения» (1890); «К учению о двигательных нейрозах желудка» (1892); «Случай акромегалии» (1895); «По поводу оперированного случая корковой эпилепсии» (1900).
Получил чин действительного статского советника 18 апреля 1899 года. Был награждён орденами Св. Анны 2-й ст. (1895), Св. Владимира 3-й ст. (1902), Св. Станислава 1-й ст. (1905).
Умер 11 (24) января 1909 года в Санкт-Петербурге.
Первый раз женился 31 мая 1877 года на дочери коллежского асессора Елизавете Бертольдовне Ремер; второй раз, 23 мая 1890 года — на дочери генерал-майора И. И. Вальберга, Елизавете Ивановне (30.04.1858—?).